# Samoria
Samoria is een geslacht van kevers uit de familie bladkevers (Chrysomelidae).
De wetenschappelijke naam van het geslacht werd in 1982 gepubliceerd door Silfverberg.

## Soorten
- Samoria fastuosa Silfverberg, 1982
- Samoria jeanneli (Laboissiere, 1918)
- Samoria speciosa Silfverberg, 1982
- Samoria violacea (Allard, 1888)